# カセンガイ

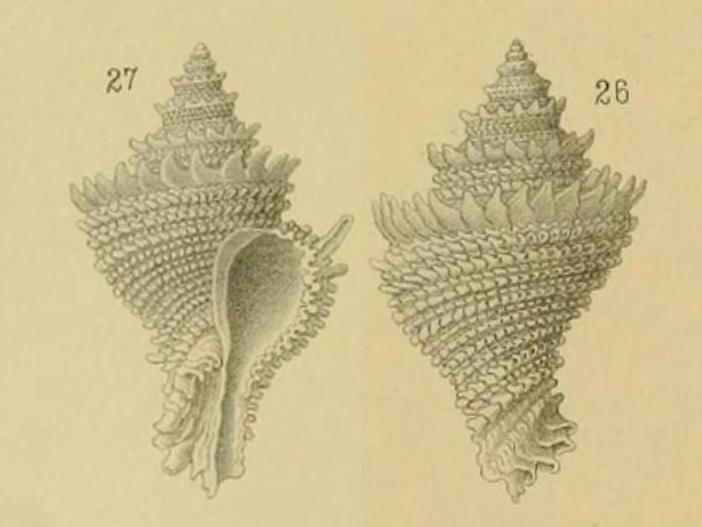
変異の一例 （Dunker, 1882 より）

カセンガイ （華仙貝、華蘚貝　学名： Babelomurex lischkeanus  ）は アッキガイ科に分類される巻貝の一種。太平洋の暖流域に分布し刺胞動物に外部寄生する。殻の美しさから多くの貝殻収集家に好まれ、ゆえに標本商にもよく扱われる。しかしそれ以外の人との関係はほとんどない。
広義にはミズスイ属 Latiaxis やブットウカセン属 Babelomurex の貝類を総称してカセンガイ、あるいはカセンと言うこともあるが、その場合は「カセンガイ類」の意。

## 分布
日本（房総半島以南）、東シナ海、フィリピン、オーストラリア、ニュージーランド北部。水深50m～200mの砂礫底。一般に少産～稀産。タイプ産地は日本。古くから本種の産地としてよく知られていたが、その後各国の漁業が発達を遂げるにつれて様々な場所での分布が知られるようになった。

## 形態
最大で殻高6cm前後になる角張った紡錘形。殻頂は尖り、殻底には溝状に開いた水管溝が伸びる。殻色は白色～乳白色で、殻質はガラス質でやや透明感があるが、砂泥底などに棲む個体では灰色に汚れた個体も見られる。殻表には密な鱗片状突起をもつ螺肋が多数あり、肩の部分はでは強く角張り、その上には特に発達して三角形を呈する多数の棘状突起を備える。これらの棘状突起は殻口側に開いた鰭状となっている。螺肋の強さや刺状突起の開き具合、長さなどには個体変異があるが、カセンガイ全体から見ると変異は小さい方である。殻口外唇は肥厚などせず単純で、これは本亜科に共通の特徴。
軟体はほとんど白色で特別な斑紋を持たない。サンゴヤドリ亜科に共通する形質として歯舌を欠く。足の後端背面に付く蓋はクチクラ質で赤褐色、やや丸味を帯びた矩形、核は外唇側のやや下方にある。

## 生態
サンゴヤドリガイ亜科の種は名前のとおり刺胞動物に寄生する。本種を含むカセンガイ類も歯舌を欠くことから同様に寄生的な生活をしていると推定されているが、寄主やその他の生態については不明な点が多い。殻口付近が破壊された後に修復した痕のある個体が見られることから、しばしばカニなどに襲撃されていることが推定され、このグループの殻の突起はそれらの襲撃に対抗するための機能を持っていると見られる。他の新腹足類と同様に雌雄があり、交尾によって受精し産卵する。この仲間の卵は、薄い膜でできた袋の中に多数の卵が入ったクッション型の卵嚢として産卵され、一度に複数個の卵嚢が母貝の殻口内で保護される。

## 分類
科位
本種を含むサンゴヤドリ類は歯舌を欠くという顕著な特徴から、20世紀にはサンゴヤドリガイ科という独立の科として扱われたこともあるが、21世紀ではアッキガイ科の特殊化した一群と考えるのが主流である（⇒腹足類の分類 (ブシェ&ロクロワ2005年) ）。
原記載とタイプ標本
- Rapana Lischkeana Dunker, 1882, p.43 （原記載文）, Pl. 1, Figs. 1-2 （タイプの図）.
- Guilielmo Dunker (1882) Index molluscorum maris japonici, conscriptus et tabulis iconum xvi illustratus.
- タイプ標本はフンボルト博物館に所蔵されており、Kosuge (1985)にモノクロ写真が示されている。

学名
小種名 lischkeana(-us) はドイツの著名な貝類学者リシュケ（Carl Emil Lischke：1813-1886）に献名されたもの。記載者のドゥンケル（Wilhelm Bernhard Rudolph Hadrian Dunker：1809-1885）もドイツの学者。英名の "Lischke's Latiaxis" は従来よく使われた Latiaxis lischkeanus という学名（ラテン語名）を英訳したもの。この場合の属名 Latiaxisは「広い殻軸」を表し、殻軸の太いミズスイをタイプ種としているが、本種カセンガイも含めたカセンガイ類全体に広く使用される場合も多い。本項でカセンガイの属名として用いられる Babelomurex Coen, 1922は、欧州産のブットウカセン Fusus babelis Requien, 1848をタイプ種とし、その種名 babelis（バベルの塔に因む）とアッキガイ類を表す Murex とを合わせたもの。
シノニム
- Tolema peregrina Powell, 1947　ニュージーランド産 殻高50.8mm。
- Tolema australis Iredale, 1955　オーストラリア産 殻高33.6mm。
- 上記のタイプ標本もKosuge(1985)にモノクロ写真が図示されている。

## 人との関係
繊細な造形が美しいため貝殻コレクションの対象として、古くは江戸時代から珍重されてきた。1954年、戦後日本の代表的貝類図鑑である『原色日本貝類図鑑』を著した吉良哲明は、その自序に「巨匠もノミを投げる天女冠・華蘚・鬼ムシロの彫刻の妙･･･」と書いて本種の殻表彫刻の華麗さを讃え、後の改訂版では斜め上から撮影した本種の写真を表紙に用いた。
しかし観賞用以外には人との関係は少なく、食用にも利用もされない。

## 近似種
近似種との見分けは容易だが、近似する種類は比較的多い。以下に代表的な種を示す。
- テンニョノカムリ Babelomurex japonicus (Dunker, 1882)

カセンガイと比べ、透明感に乏しい。また、肩の刺列は上方を向く。大西洋にも非常によく似た種類がある。
太平洋（日本～フィリピン～ハワイ）の水深80～400mの岩礁底に棲息する。
- スガノミヤカセン Hirtomurex filiaregis Kurohara, 1959

肩に刺状の刺列がない。また、水管が長く、鱗片はカセンガイより刺刺しい。昭和天皇の第五皇女・ 清宮貴子内親王（すがのみや たかこ ないしんのう）に献名された。記載者は高知県のコレクター黒原和夫。太平洋西部（日本～フィリピン）の水深100～200mに棲息する。
- ナカミガワカセン Babelomurex nakamigawai (Kuroda, 1959）

体層などに鱗片がない。貝殻コレクターの中上川小六郎（なかみがわ ころくろう：1894-1965：中上川彦次郎の六男）に献名された。太平洋西部暖海域（日本～豪州）の水深100～300mの泥底に棲息する。
- カワムラカセン Babelomurex kawamurai (Kira, 1959)

同様に鱗片がない。元JCB会長で貝殻コレクターだった河村良介（かわむら りょうすけ：1898-1993）に献名された。インド太平洋暖海域（日本～フィリピン～南アフリカ）の水深100～400mに棲息する。